# Francesca Gallina (snowboarder)
Francesca Gallina (Magenta, 24 novembre 1996) è una snowboarder italiana, specializzata nello snowboard cross.

## Biografia
Si è messa in mostra a livello giovanile al XI Festival olimpico invernale della gioventù europea di Brașov 2013, dove si è aggiudicato l'argento nello snowboard cross.
Ai mondiali juniores di Chiesa in Valmalenco 2014 ha vinto il bronzo nello snowboard cross a squadre, mentre a quelli di Yabuli 2015 ha ottenuto il bronzo nella stessa specialità.
Ha fatto parte della spedizione olimpica ai Giochi olimpici invernali di Pyeongchang 2018, ma non ha partecipato alla gara di snowboard cross per la decisione degli allenatori di non far partire lei e Sofia Belingheri poiché la pista è stata ritenuta troppo pericolosa per chi aveva problemi fisici.
Nel 2019 ha subito un infortunio al ginocchio, mentre nel 2021 si è fratturata il radio.
Ha rappresentato l'Italia all'Olimpiade di Pechino 2022 è stata eliminata agli ottavi nello snowboard cross.

## Palmarès

### Mondiali juniores
- 2 medaglie:
  - 1 argento (snowboard cross a squadre a Yabuli 2015)
  - 1 bronzo (snowboard cross a squadre a Chiesa in Valmalenco 2014

### Festival olimpico della gioventù europea
- 1 medaglia:
  - 1 argento (snowboard cross a Brașov 2013)

### Coppa del Mondo
- Miglior piazzamento nella Coppa del Mondo di snowboard: 13º nel 2019